# Melchor Rodríguez García
Melchor Rodríguez García (ur. 1893 r. w Sevilli, zm. 14 lutego, 1972 w Madrycie), zwany El Ángel Rojo (Czerwony Anioł) – polityk hiszpański, anarcho-syndykalista, w czasie hiszpańskiej wojny domowej generalny inspektor więziennictwa, a następnie burmistrz Madrytu.

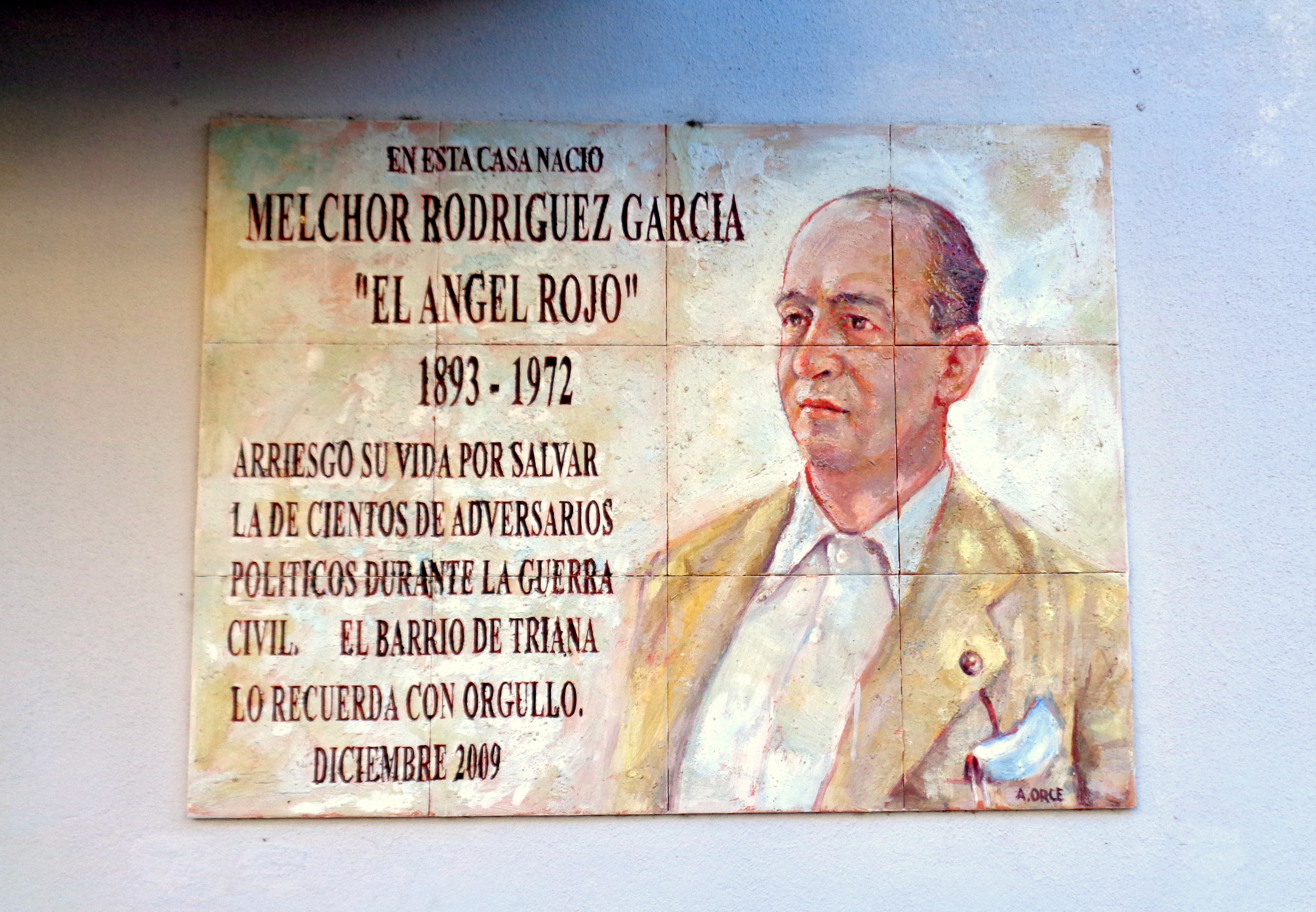
Melchor Rodríguez García

## Młodość i wczesna działalność polityczna
Urodził się w Trianie, dzielnicy Sewilli. Wcześnie stracił ojca, który zginął w wypadku. Śmierć ojca spowodowała, że matka, aby uniknąć nędzy, podjęła pracę. Pracowała w fabryce cygar, a także jako szwaczka. Melchor podjął pierwszą pracę (blacharza) w wieku 13 lat. Ponieważ rodzina dalej żyła w biedzie, Melchor postanowił szukać szansy na lepsze życie jako torreador. W tym czasie często zmieniał areny. W czasie jednej z walk został ranny, co zakończyło jego karierę torreadora. Pozostał w Madrycie, gdzie znów podjął pracę blacharza. W tym czasie związał się z grupą anarchistyczną Agrupación Anarquista. Otrzymał legitymację nr 3 dla Regionu Centrum. Szczególnie dużą aktywność wykazywał w walce o polepszenie sytuacji więźniów, niezależnie od ich przekonań politycznych. Działalność ta spowodowała, iż bywał wielokrotnie aresztowany zarówno w czasach monarchii, jak i Republiki.

## Hiszpańska wojna domowa

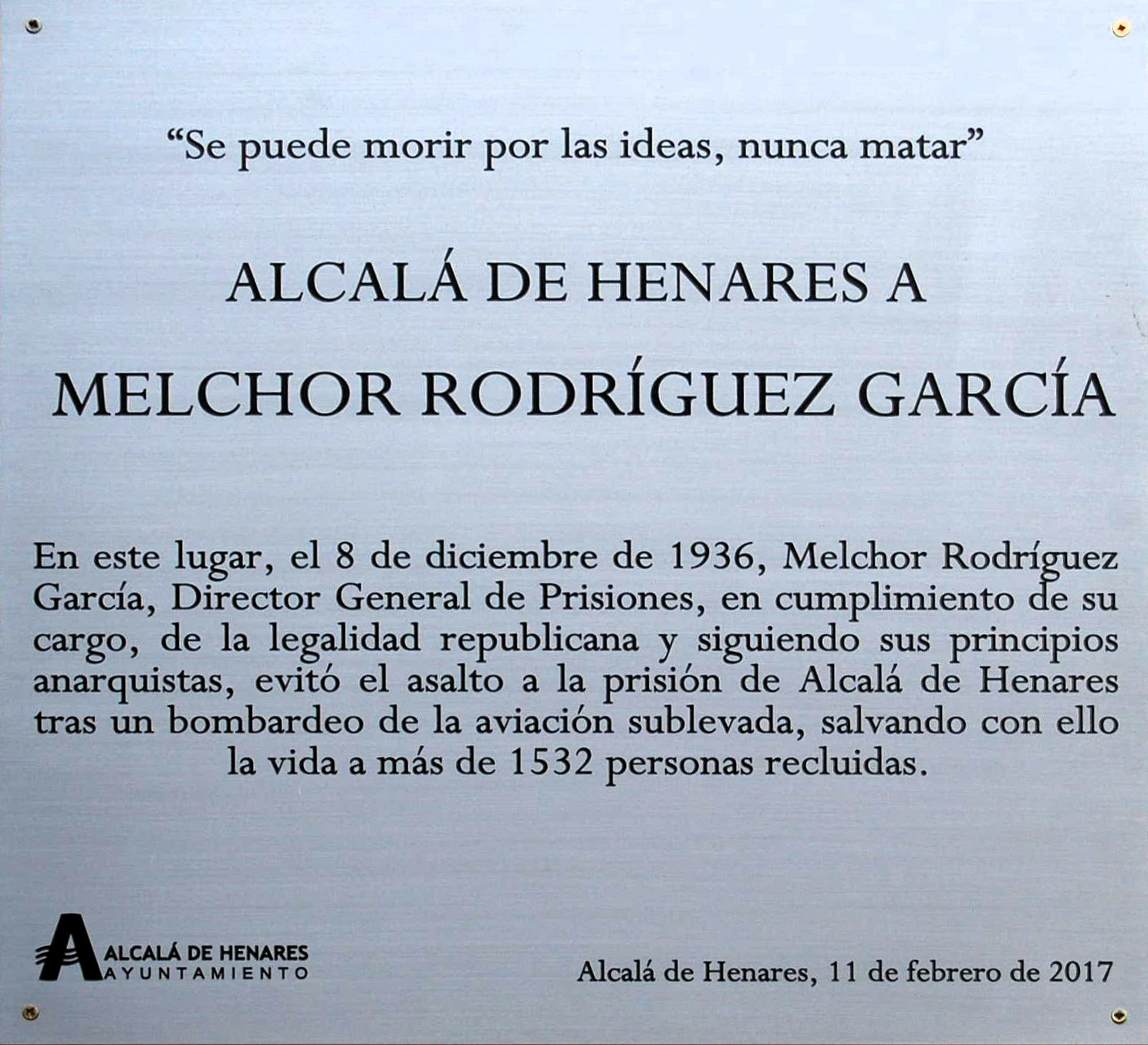
Tablica upamiętniająca Melchora Rodrígueza jako wybawiciela 1532 więźniów w Alcalá de Henares.

4 grudnia 1936 Melchor Rodríguez García został mianowany generalnym inspektorem więziennictwa. Położył on kres mającym do tej pory miejsce masowym egzekucjom więźniów (zob. Paracuellos del Jarama). 
Często angażował się osobiście, by nie dopuścić do samosądów. Najbardziej znany taki wypadek miał miejsce w bazie lotniczej Alcalá de Henares, gdzie przetrzymywano przeciwników Republiki. 5 grudnia Rada Obrony Madrytu próbowała zabrać stamtąd więźniów pod pozorem ich ewakuacji. Tego typu "ewakuacje" przeprowadzane były już wcześniej i oznaczały dla więźniów egzekucję. Tym razem miał to być odwet za śmierć dziewięciu zwolenników Republiki. Rodríguez, zawiadomiony przez dyrektora więzienia (który już wcześniej oponował przeciwko likwidacji zakładu), udał się na miejsce i stanowczo odmówił wydania więźniów, stwierdzając, że raczej wydałby im broń niż pozwolił na ich zabicie. Wśród uratowanych byli między innymi: generał Valentín Gallarza, znany piłkarz Ricardo Zamora, polityk Ramón Serrano-Súner, Rafael Sánchez Mazas i Fernández Cuesta. Łącznie uratowano 1532 osoby.
W późniejszym czasie wielokrotnie osobiście nadzorował transporty z więzień madryckich do San Miguel de los Reyes. Naraził się tym samym na krytykę ze strony Junty Madryckiej, która twierdziła, że stolica nie należy do jego jurysdykcji.
Melchor Rodríguez García zdemaskował również nielegalną sieć prywatnych więzień utrzymywaną przez Komunistyczną Partię Hiszpanii. Sieć tę zorganizował José Cazorla. 
Właśnie gotowość ratowania życia ludzkiego spowodowała, że otrzymał on przydomek El Angel Rojo(Czerwony Anioł). Niektórzy jednak zwolennicy Republiki krytykowali zaangażowanie Melchora Rodrígueza w ratowanie życia przeciwnikom politycznym i zmieniali ten przydomek na El Angel Traidor (Anioł-Zdrajca).
1 marca 1937 rząd Juana Negrina zdjął Melchora Rodrígueza z urzędu. Został on delegatem ds. cmentarzy. W 1938 zezwolił na użycie krzyża podczas pogrzebu Serafina Alvareza Quintero, co było aktem dużej odwagi.
W 1939 Melchor Rodríguez García wyznaczony został burmistrzem Madrytu. On też podpisywał kapitulację miasta.

## Po upadku Republiki
W listopadzie 1939 Rodríguez został za swą działalność polityczną skazany na sześć lat więzienia. Zważywszy skalę represji po zakończeniu wojny - był to wyrok łagodny. Przyczyniły się do tego korzystne zeznania byłych więźniów. Po zwolnieniu mieszkał w Madrycie. W latach 1946–47 był na krótko aresztowany za przemycanie materiałów propagandowych do więzienia Alcalá. Później pracował jako urzędnik ubezpieczeniowy. 